# Малрейн, Травис
Травис Малрейн (англ. Travis Mulraine; род. 2 мая 1977, Порт-оф-Спейн) — тринидадский футболист, полузащитник.

## Карьера
Начал играть в футбол в команде «Джо Паблик». В 2000 году на Супердрафте MLS был выбран клубом «Сан-Хосе Эртквейкс» в первом раунде под общим восьмым номером. За него тринидадец провёл 15 матчей. 13 марта 2001 года клуб «Ди Си Юнайтед» выбрал полузащитника из списка отказов, однако всего в составе команды он пребывал 15 дней, после чего был исключён из него.
Вернувшись на родину Мулрейн долгое время выступал за ведущие клубы страны.

## Сборная
За сборную Тринидада и Тобаго хавбек выступал в рамках отборочных турниров Золотых кубков КОНКАКАФ 2000 и 2003 годов. В последний раз он сыграл за национальную команду 4 декабря 2004 года в товарищеском матче против Бермудских Островов (2:2). Всего за сборную страны Малрейн провёл 21 матч.

## Достижения

### Международные
- Победитель Карибского клубного чемпионата (2): 1998, 2002
- Финалист Карибского клубного чемпионата: 2003

### Национальные
- Чемпион Тринидада и Тобаго (3): 1998, 2005, 2006
- Обладатель Кубка Тринидада и Тобаго (3): 2002, 2005, 2007